# 기노네 단결소옥 철거 사건
키노네 결전(일본어: 木の根決戦 키노네 켓센[*])은 1987년 11월 24일부터 26일까지 신동경국제공항 2단계 사업용지 내에 위치한 키노네 지구에 존재하던 혁명적노동자협회 (사회당 사청동 해방파)의 반대운동 거점인 키노네 단결채(木の根団結砦)에서 기동대와 산리즈카 시바야마 연합공항반대동맹 키타하라파를 지원하는 운동권이 충돌하고, 그 결과 11월 27일 신동경국제공항의 안전확보에 관한 긴급조치법(현 나리타 국제공항의 안전확보에 관한 긴급조치법, 이하 「나리타 신법」)에 근거하여 단결채가 철거되기까지의 사건이다.
키노네 단결채는 나리타 신법 적용대상 제1호로, 나리타 개항 직전인 1978년 5월 16일 사용금지처분이 내려졌다. 하지만 혁노협은 그 통고를 무시하고 그 뒤로도 계속 사용을 이어갔다.
11월 16일 신동경국제공항공단이 매입한 용지를 확보작업하던 것을 투석으로 방해했다며 공무집행방해 혐의로 키노네 단결채를 압색하려던 치바현경 기동대를 맞아, 키타하라파를 지원한 혁노협과 공산당 전기파 활동가 6명이 단결채에서 농성하면서 투석・화염병・화염방사기・비상편으로 격렬히 저항했다. 기동대는 활동가들의 체포를 기도했으나, 저항이 심하여 전원 구속하기까지에 3일이 걸렸다. 또한 단결채 주변에 키타하라파 농민들을 비롯한 항의그룹이 몰려들어, 공항공단과 치바혁녕에게 항의행동을 했다.
마지막 날인 11월 26일에는 기동대 250명・방수차 5대가 동원되었고, 야구라를 공격하기 위해 고소방수차도 2대 투입되었다. 오후 1시 반경, 활동가 중 한 명이 다른 야구라로 이동하기 위해 지상에 내려간 틈을 타 붙잡혔고, 나머지 활동가들도 야구라에서 내려가 투항했다.
3일간의 공방 끝에 구속자가 7명, 부상자는 기동대원 13인과 텔레비전 카메라멘 1인, 운동권 2명 해서 16명 발생했다.
단결채는 나리타 신법 제3조 8항에 의거해 제거처분이 내려지게 되었다. 나리타 신법 제정 직후 적용 제1호가 되었던 키노네 단결채는 실제 철거도 제1호가 되어, 다음날인 27일 철거되었다.
원래 제거처분까지는 예정되지 않았지만, 이 사건은 나리타 신법의 위력을 떨치는 결과를 낳았다.